# 24 hodin Le Mans

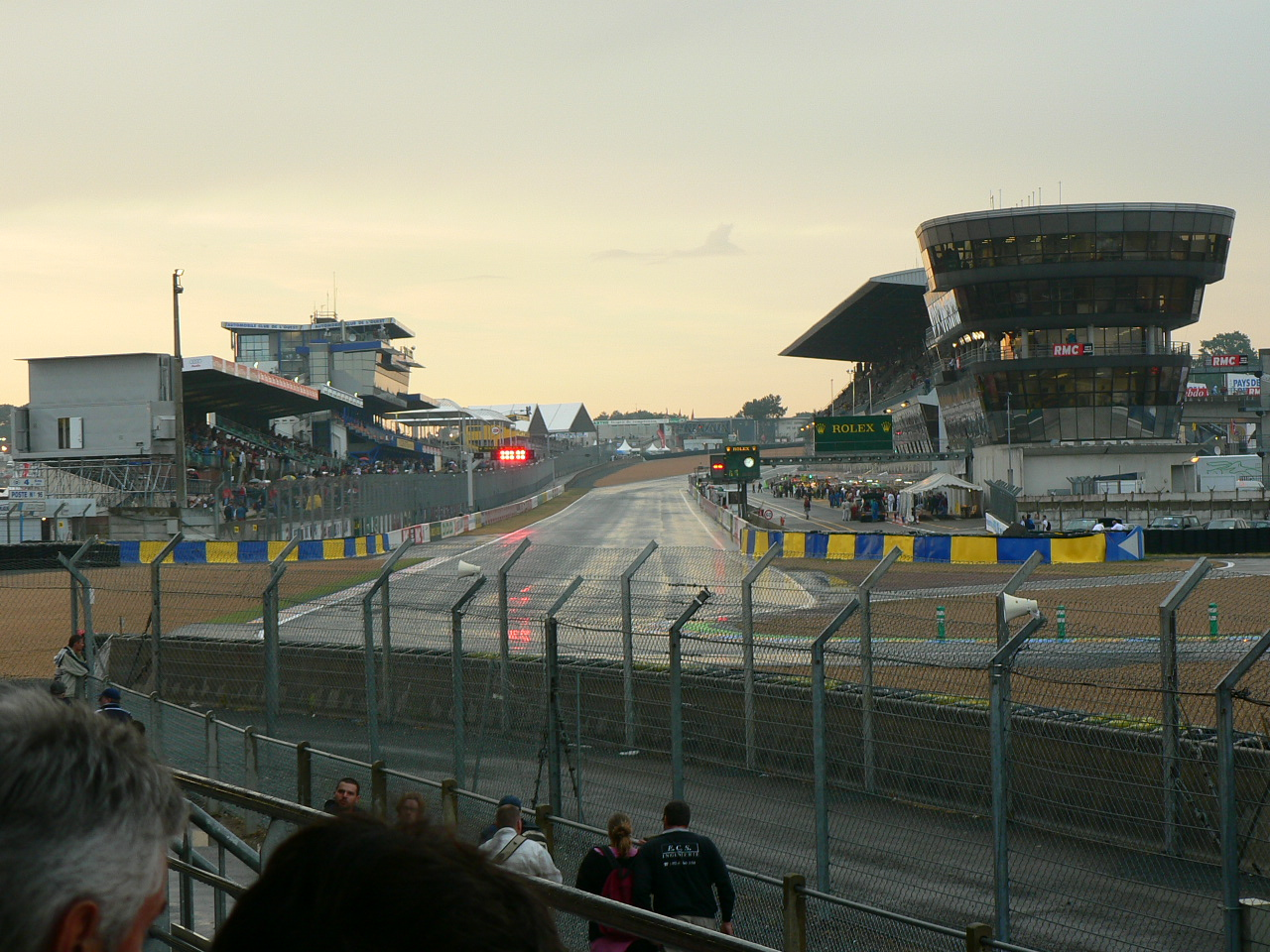
Cílová rovinka okruhu Sarthe a okruhu Bugatti

24 hodin Le Mans (francouzsky 24 Heures du Mans) je proslulý vytrvalostní závod sportovních prototypů a GT vozů konaný každoročně od roku 1923 (s výjimkou  roku 1936 kvůli velké ekonomické krizi, mezi roky 1940–48 kvůli druhé světové válce a rekonstrukci) poblíž města Le Mans ve Francii na okruhu de la Sarthe. Je pořádán Automobile Club de I'Ouest (ACO). Tento závod se jezdí na trati skládající se z uzavřených veřejných silnic a nebyl míněn jen jako test schopností vozů a posádek být rychlý, ale také vydržet nasazení trvající 24 hodin.

## Záměr
V době, kdy se v Evropě konaly automobilové Velké ceny, představil závod v Le Mans poněkud odlišný test tehdejšího automobilového průmyslu. Místo, aby vedl snažení automobilek k výrobě co možná nejrychlejších strojů současnosti, se chtělo Le Mans zaměřit na schopnosti výrobců tvořit spolehlivé vozy. To bylo hnací silou inovací nejen ve spolehlivosti a vytrvalosti, ale ve snížení spotřeby paliva, jelikož povaha vytrvalostních závodů vyžaduje trávit v boxech jen tolik času, kolik je nezbytně nutné.
V této době začala být pozornost při navrhování závodních vozů upřena na zlepšování aerodynamiky a stability vozů, aby bylo dosahováno vyšších rychlostí. Oproti závodním tratím, které vznikaly v tehdejší Evropě, se však Le Mans výrazně lišilo. Zatímco většina ostatních tratí vznikala jako čistě závodní, okruh de la Sarthe je složen převážně z veřejných silnic, zejména potom dlouhé rovinky Les Hunaudières. Fakt, že okruh tvoří běžné silnice může za to, že není tak dokonale udržován jako permanentní okruhy. To způsobuje větší opotřebovávání mechanických součástí a tedy větší důraz na jejich spolehlivost.
Na začátku 70. let 20. století vedl celosvětový požadavek na úsporu paliva závodní série k přijetí palivově hospodárných vozů, známých jako skupina C, pro kterou byl vývoj motorů omezován spotřebou. Ačkoliv bylo upuštěno od skupiny C v momentě, kdy byly týmy schopny zvládnout palivové předpisy, hospodárnost paliva je stále důležitá, protože se při vytrvalostních závodech úzce váže na čas strávený v boxech.
Tyto závody však nejsou samoúčelné. Mnohé z pokročilých technologií použitých a závodních vozem nalezlo o několik let později své uplatnění při výrobě sériových vozů. Tento závod také vede výrobce ke snaze vyvíjet stále pokročilejší vozy, což se také přenáší do sériové výroby.

## Závod

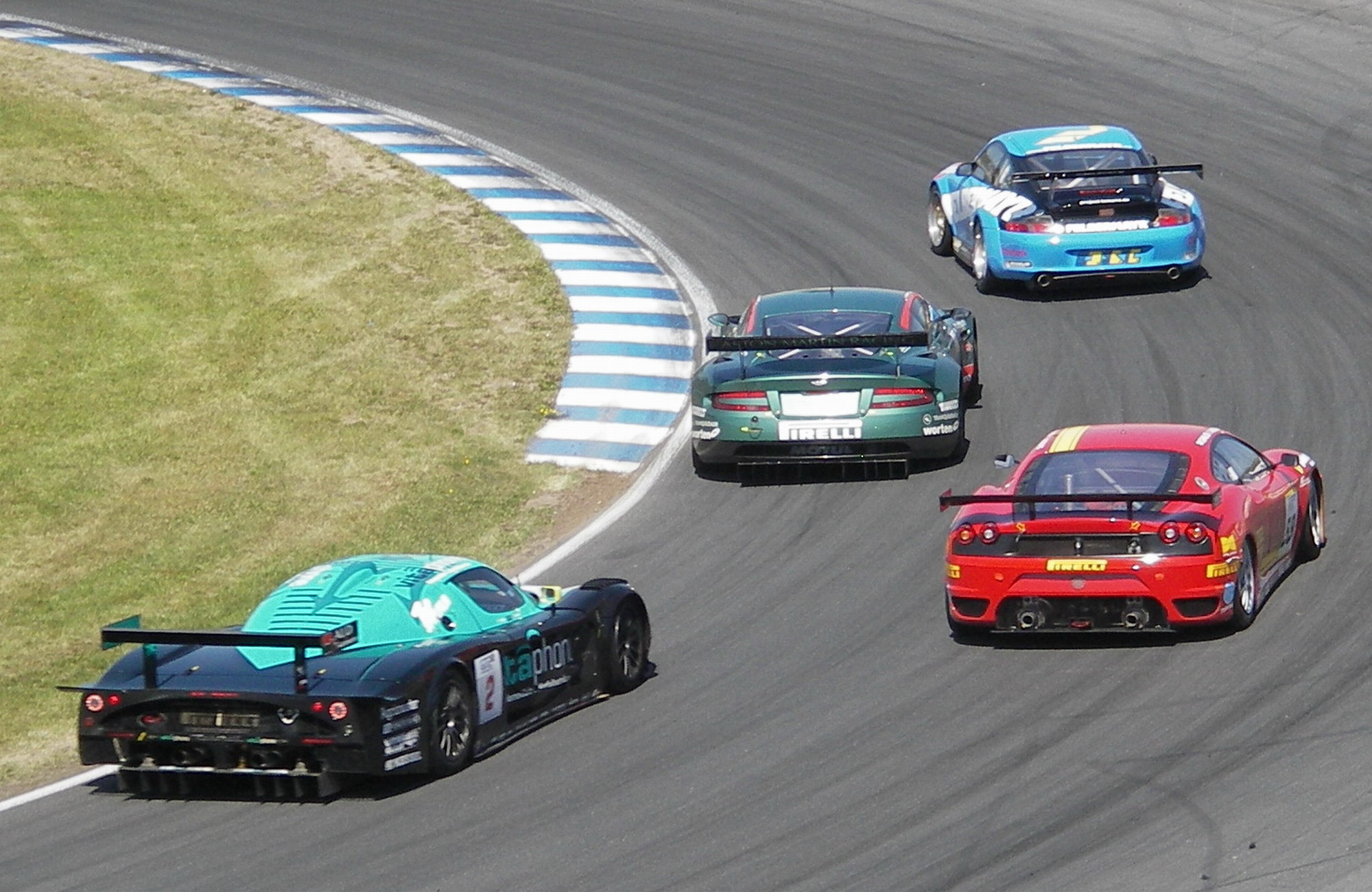
Vozy tříd LM GT1 a LM GT2

### Vozy
Startovní pole je obvykle složeno většinou z několika desítek vozů, které se dělí do několika skupin. Na konci se vyhlašuje jak celkové pořadí, tak pořadí jednotlivých skupin.
Rozdělení skupin a jejich technické specifikace se postupně měnily. V současné době jsou vypisovány čtyři kategorie: Hypercar, LMP2, GTE Pro a GTE Am. První dvě jsou kategorie prototypů (LM P – Le Mans Prototypes) od základů stavěných pro účely vytrvalostních závodů. Další dvě kategorie jsou pak tvořeny GT vozy – původně civilními sportovními auty, zde však výrazně upravenými pro závody.

#### LMP1
Nejrychlejší, nejnákladnější a zároveň nejprestižnější třída. Je takřka nemožné, aby celkové vítězství získal vůz jiné kategorie, ačkoli pravidla to nezakazují. Hlavně kvůli svým vysokým nákladům je třída LMP1 určená převážně pro tovární týmy.
Technické regule: Minimální hmotnost 900 kg. Maximální objem pro atmosférické motory je 3400 cm³, turbo a kompresorové motory mohou mít 2000 cm³ a diesely 3700 cm³. Počet válců neomezen. Objem nádrže max. 75 litrů pro benzinové motory, 73 l pro hybridní benzinové motory, 65 l pro dieselové motory a 71 l pro hybridní diesely. Maximální průměr kol 720 mm, maximální šířka 410 mm. Výkon současných prototypů je udáván kolem 410 kW (cca 550 koňských sil) a na nejdelší rovině okruhu La Sarthe dosahují rychlostí kolem 340 km/h.

#### LMP2
Slabší a levnější třída než LMP1, na rozdíl od ní určená převážně pro soukromé týmy. V posledních letech prodělala změny pravidel, které vedly k jejímu zlevnění, ale zároveň i k lehkému zpomalení.
Technické regule: Minimální hmotnost 900 kg. Povoleny jen upravené původně produkční motory, přičemž diesely jsou zakázány zcela. Objem atmosférických motorů max. 5000 cm³ při max. počtu osmi válců. Turbodmychadla a kompresory povoleny při max. objemu 3200 cm³ a max. počtu šesti válců. Max. objem nádrže 75 litrů je společný pro všechny typy motorů. Max. průměr kol 580 mm, max. šířka 360 mm. Motory LMP2 vozů produkují kolem 340 kW (cca 450 koňských sil), jejich nejvyšší rychlost se v Le Mans blíží k hranici 300 km/h.

### Jezdci
Původně nebyla stanovena žádná pravidla ohledně toho, kolik jezdců může obsahovat posádka jednoho vozu a kolik toho mohou jezdci odjezdit. Ačkoliv v prvních desetiletích prakticky všechny týmy využívaly dvou jezdců, někteří jezdci se pokoušeli o zdolání celého závodu sami v nadějí, že ušetří čas, který jiní potřebují na střídání jezdců v boxech. Jednočlenné posádky však byly brzy zakázány.
Dvoučlenné posádky se hojně vyskytovaly až do konce osmdesátých let, kdy se podle změny v pravidlech musela každá posádka sestávat minimálně ze tří jezdců.
Další změny v pravidlech přinesla devadesátá léta. Díky vyšší rychlosti vozů a tím většího zatížení jezdců bylo rozhodnuto, že žádný z jezdců nemůže souvisle řídit více než čtyři hodiny a více než čtrnáct hodin celkově. To vše ve snaze ulehčit posádkám již tak náročný závod.

## Vítězové Le Mans

Okruh de la Sarthe s okruhem Bugatti v šedé barvě

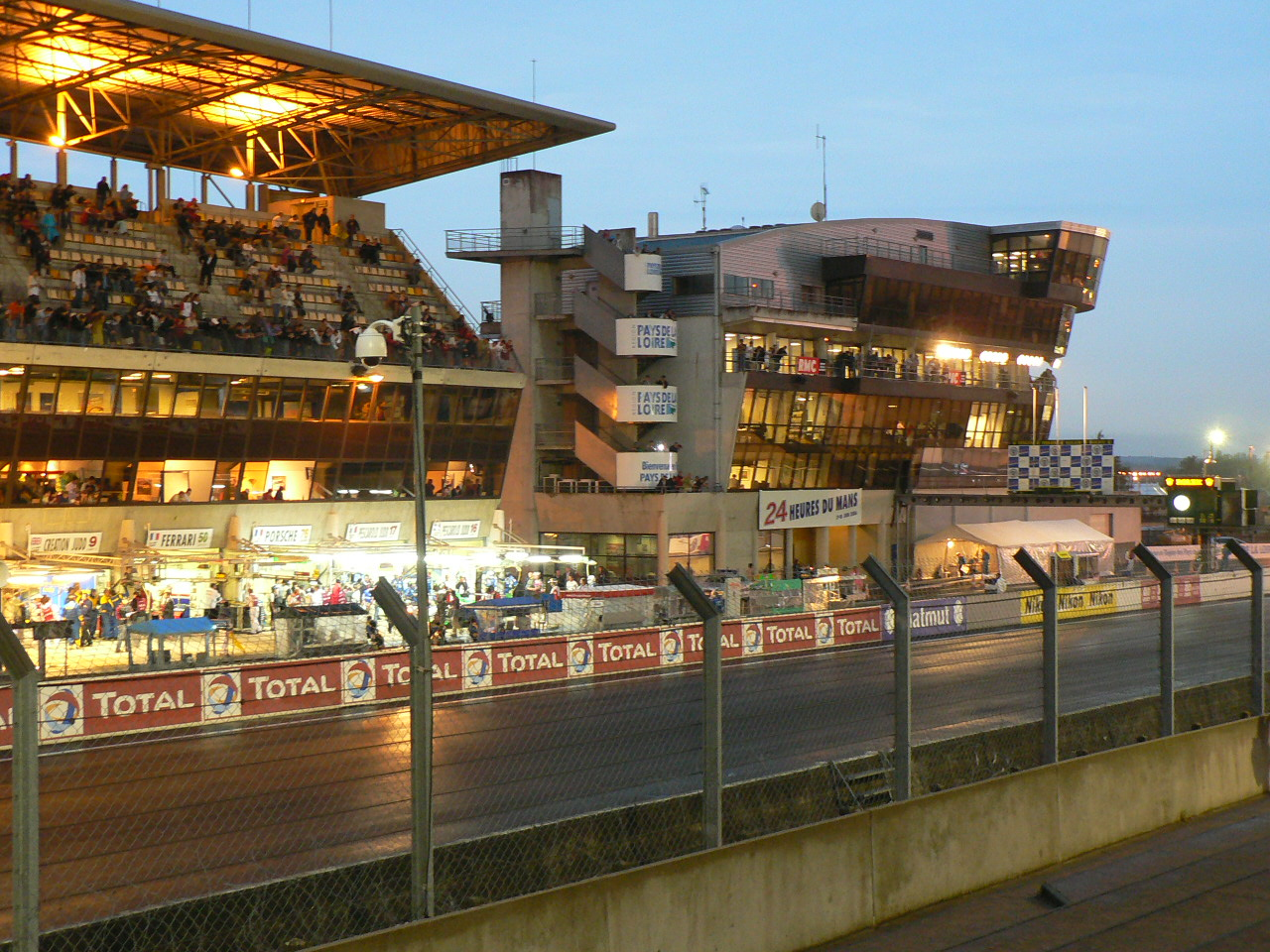
Pit stop okruhu Sarthe

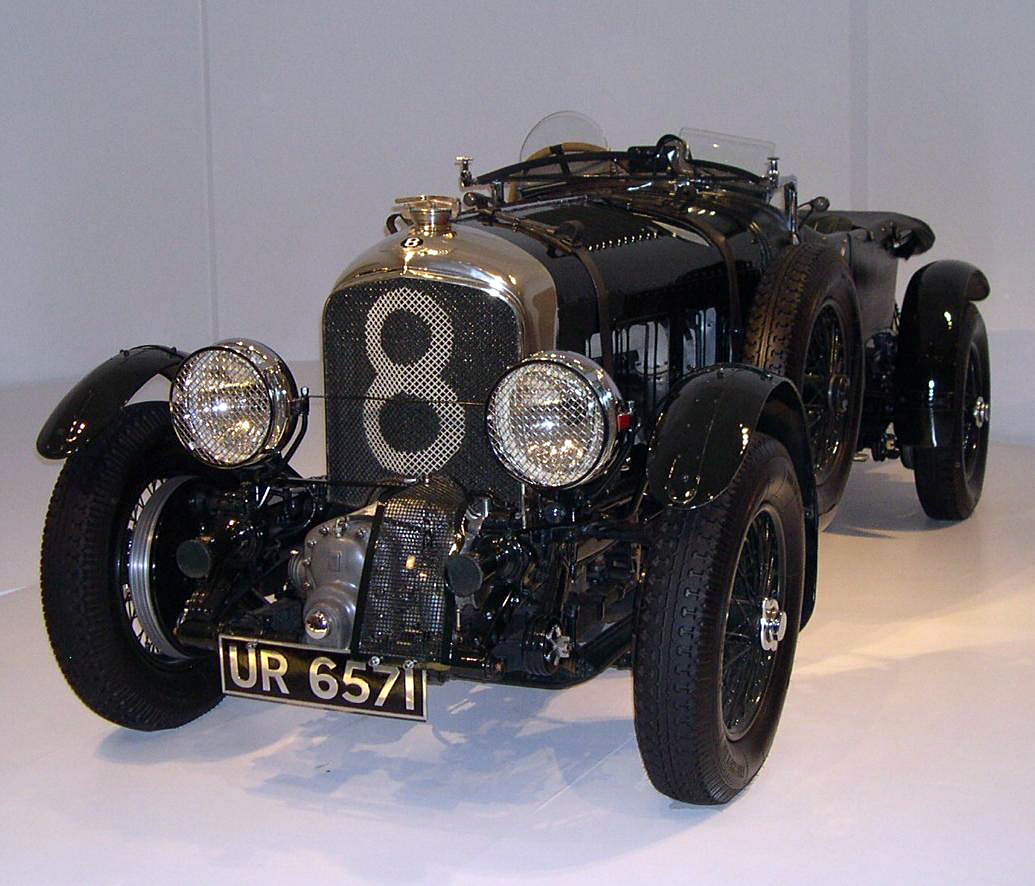
Bentley 6.6, 1929

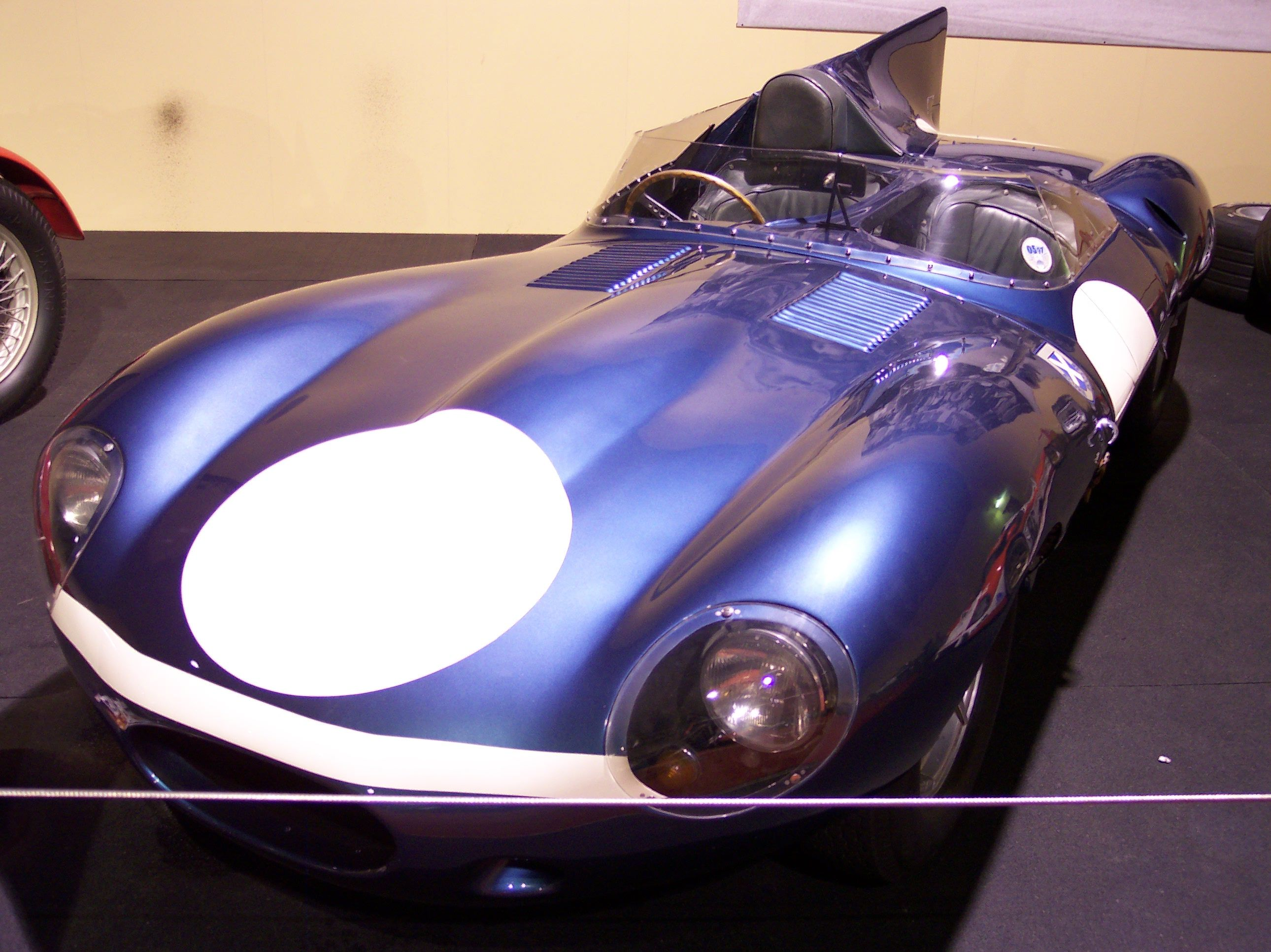
Jaguar D-Type, 1956

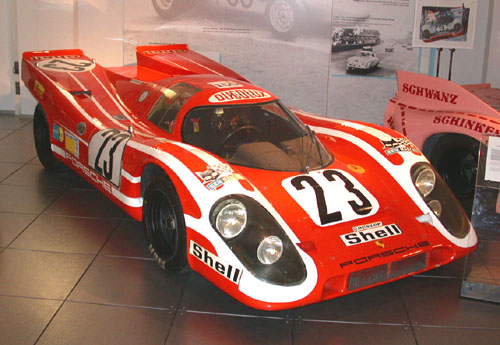
Porsche 917 Coupé, 1970

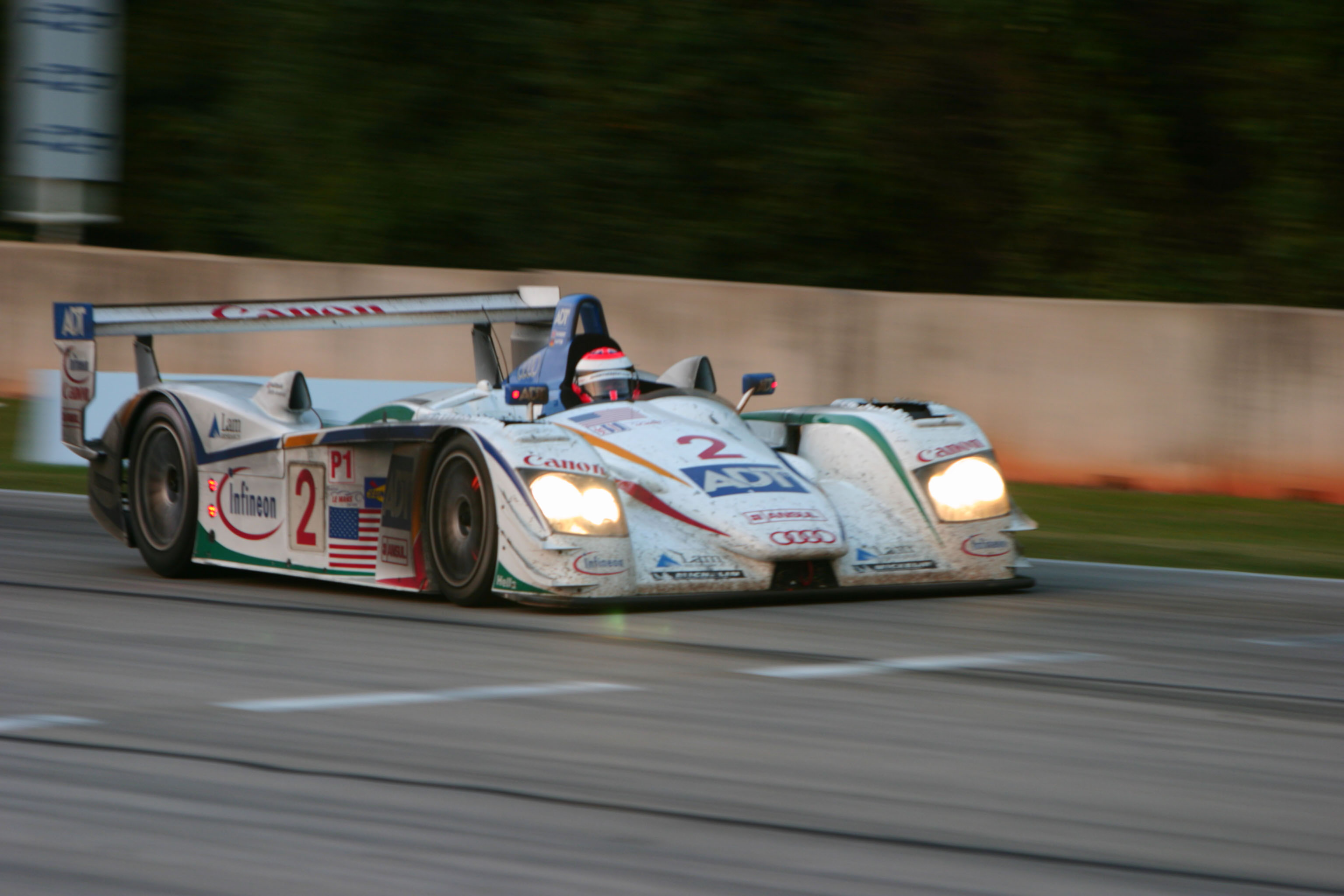
Audi R8, 2004

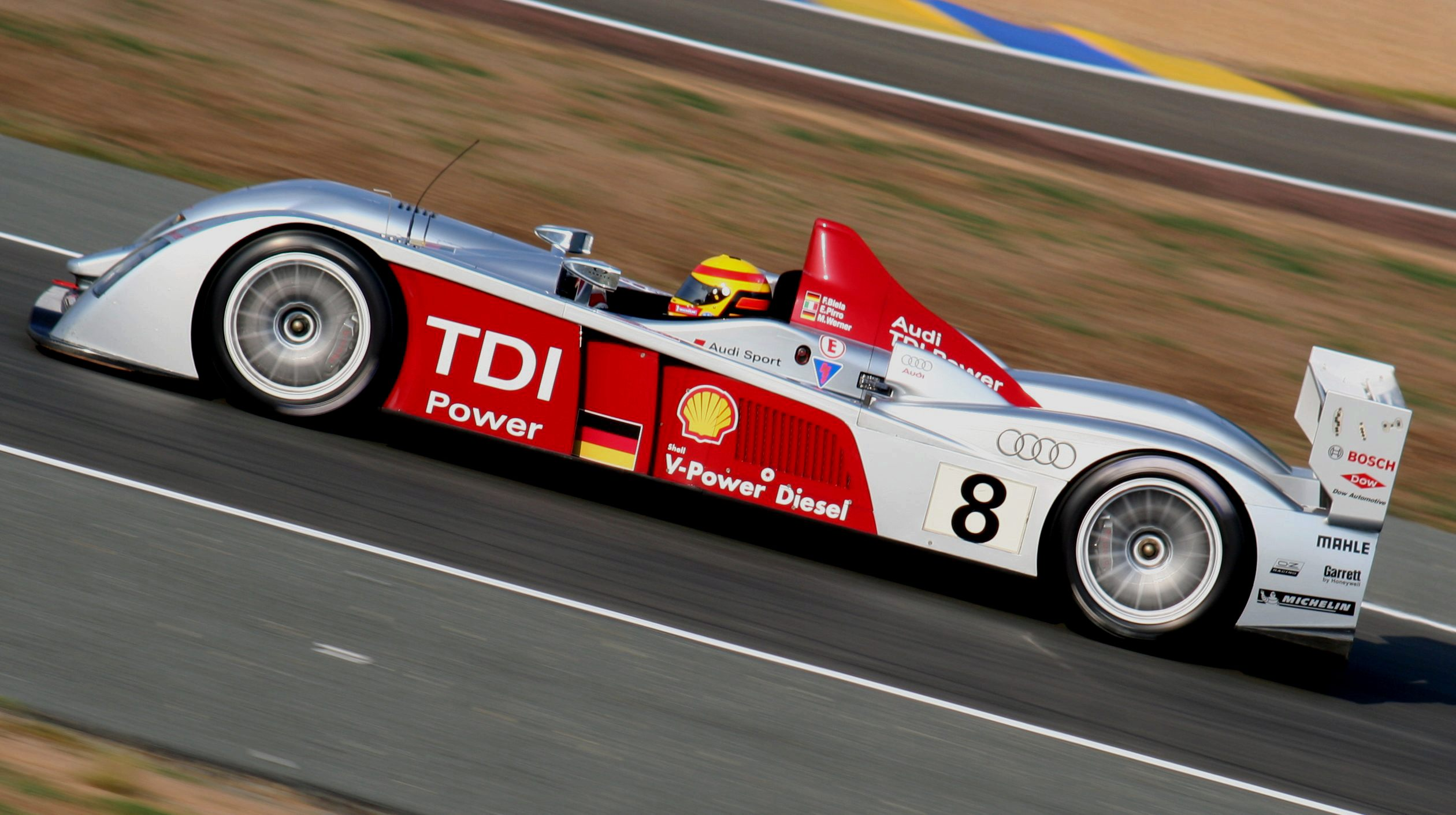
Audi R10, 2006

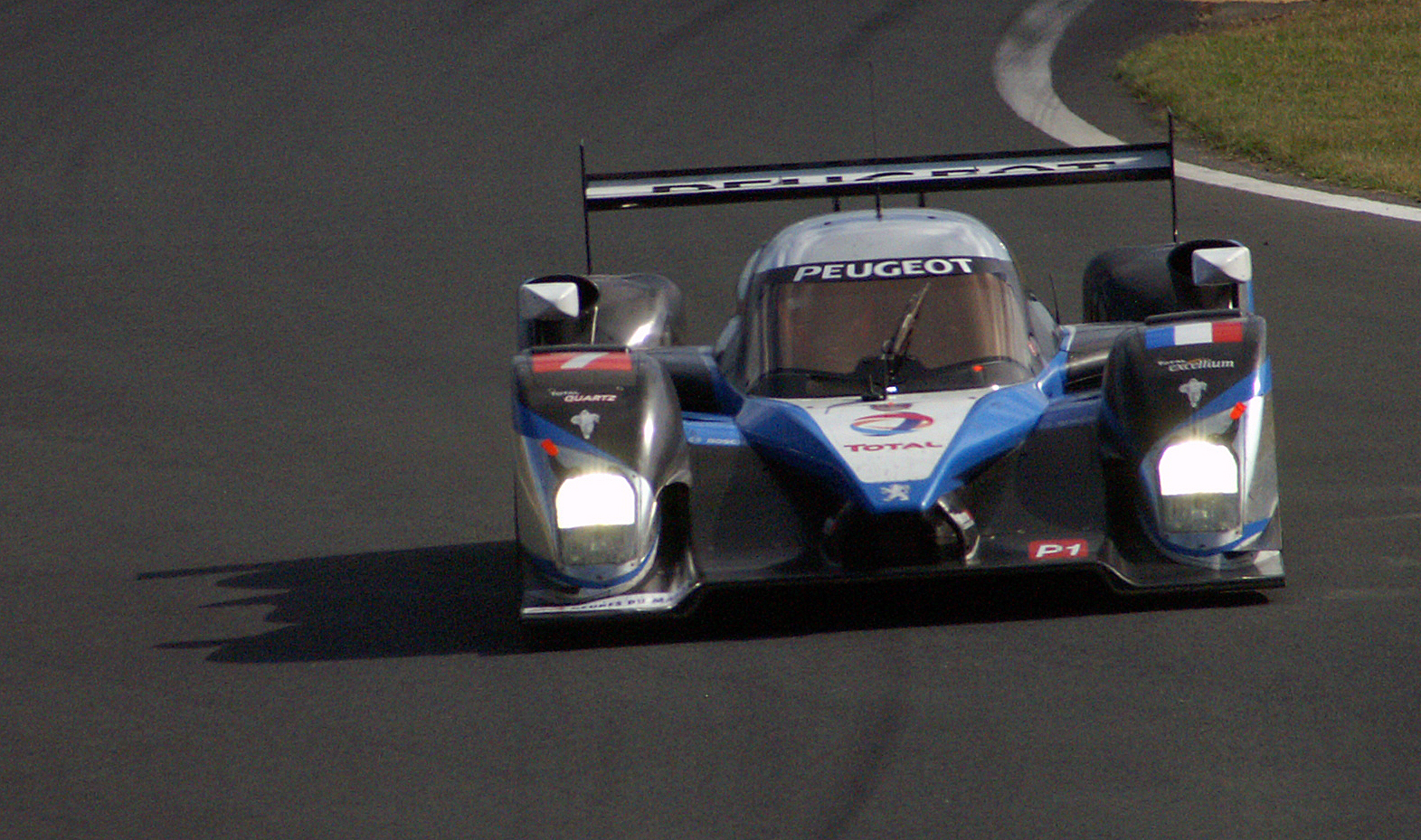
Peugeot 908, 2009

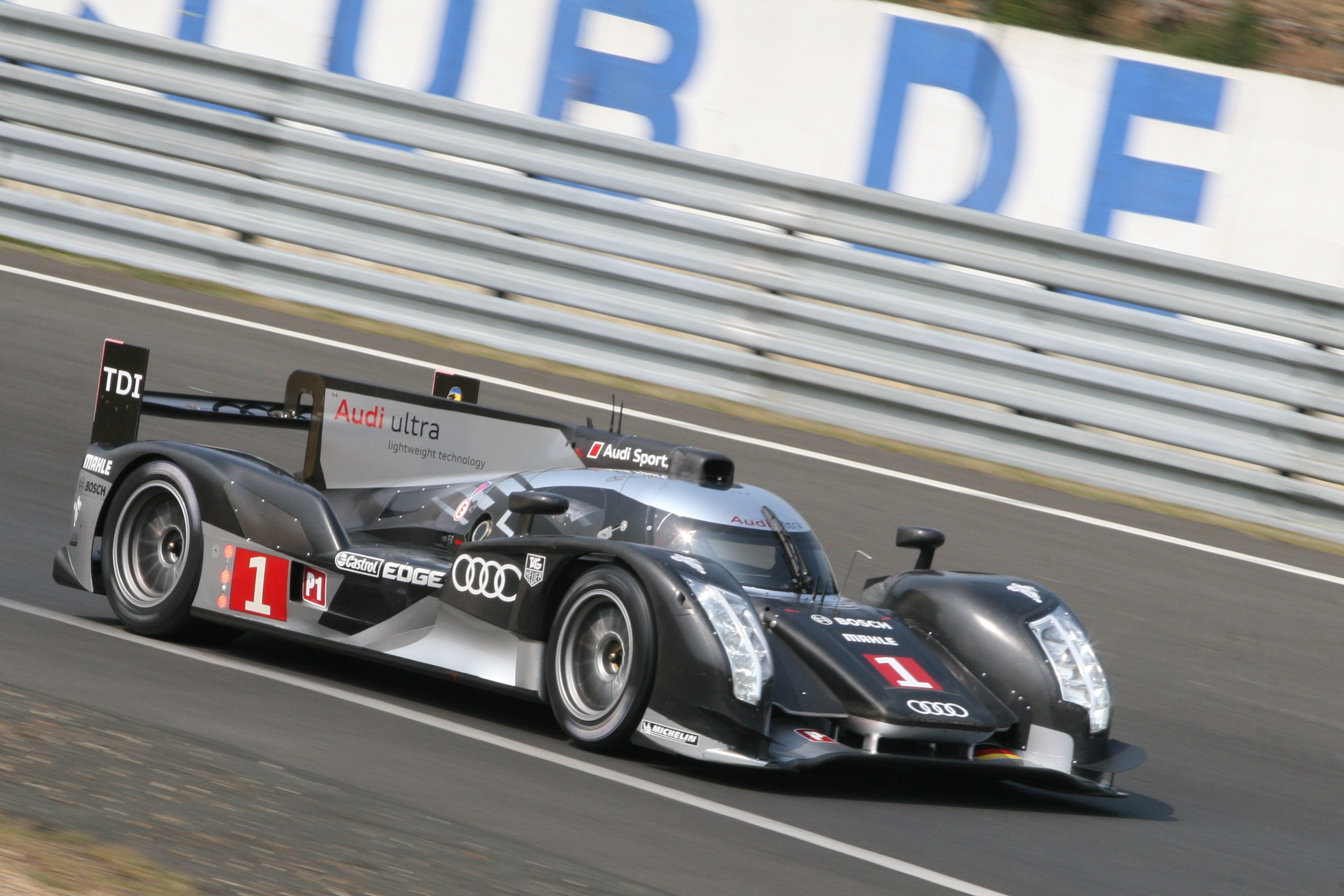
Audi R18, 2011

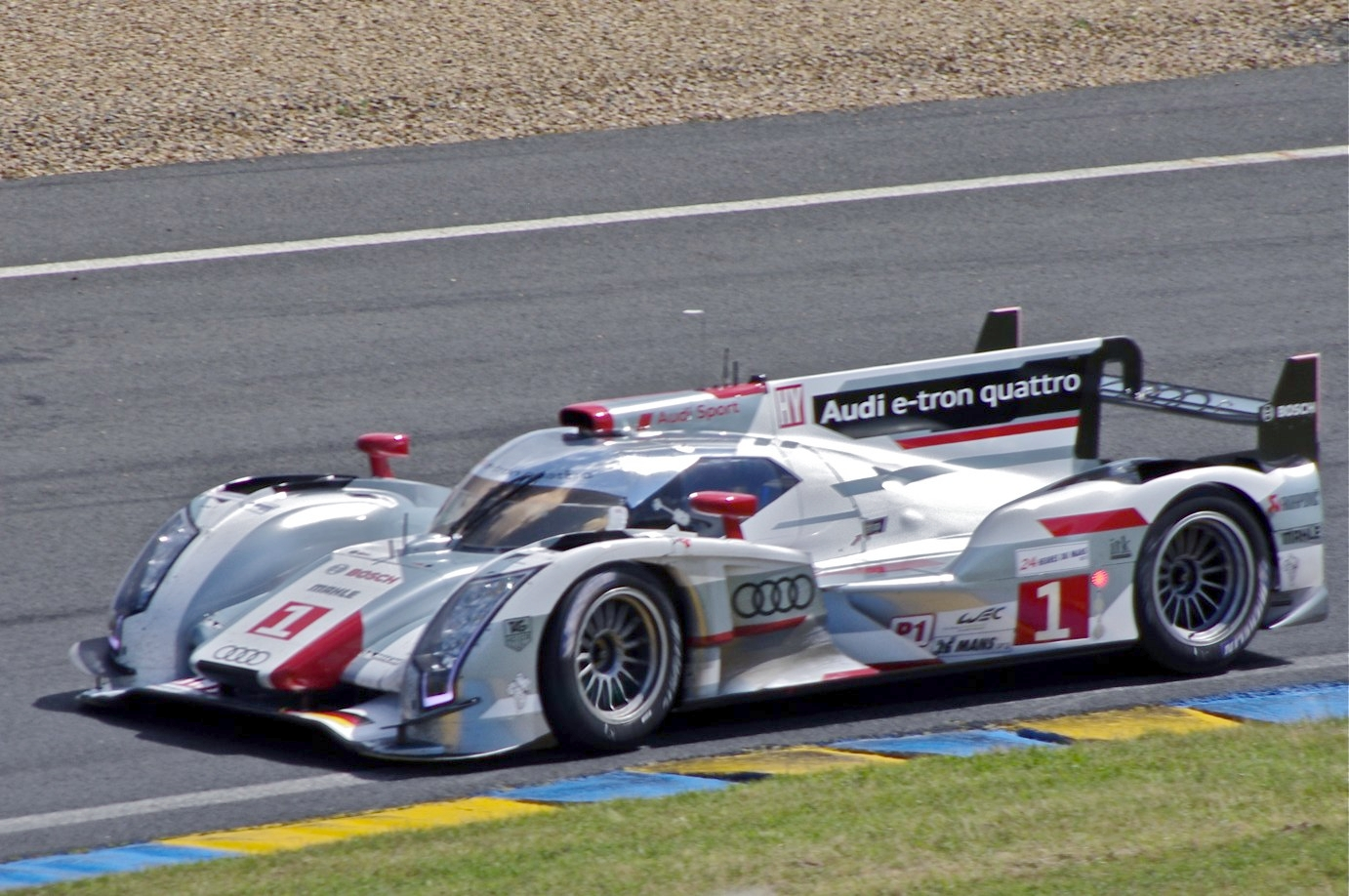
Audi R18 e-tron quattro, 2012

| Rok     | Posádka                                                   | Vůz                     |
| ------- | --------------------------------------------------------- | ----------------------- |
| 1923    | A. Lagache / R. Leonard                                   | Chenard-Walcker         |
| 1924    | J. Duff / F. Clement                                      | Bentley 3.0             |
| 1925    | G. de Courcelles / A. Rossignol                           | La Lorraine             |
| 1926    | R. Bloch / A. Rossignol                                   | La Lorraine             |
| 1927    | D. Benjafield / S. Davis                                  | Bentley 3.0             |
| 1928    | W. Barnato / B. Rubin                                     | Bentley 4.4             |
| 1929    | W. Barnato / Sir Birkin                                   | Bentley 6.6             |
| 1930    | W. Barnato / G. Kidston                                   | Bentley 6.6             |
| 1931    | Earl Howe / Sir Birkin                                    | Alfa Romeo 8C           |
| 1932    | R. Sommer / L. Chinetti                                   | Alfa Romeo 8C           |
| 1933    | R. Sommer / T. Nuvolari                                   | Alfa Romeo 8C           |
| 1934    | L. Chinetti / P. Étancelin                                | Alfa Romeo 8C           |
| 1935    | J.S. Hindmarsh / L. Fontes                                | Lagonda M45R            |
| 1936    | závod se nekonal                                          |                         |
| 1937    | J.P. Wimille / R. Benoist                                 | Bugatti 57 GSC          |
| 1938    | E. Chaboud / J. Tremoulet                                 | Delahaye 135M           |
| 1939    | J.P. Wimille / P. Veyron                                  | Bugatti 57 GSC          |
| 1940–48 | závody se nekonaly                                        |                         |
| 1949    | L. Chinetti / Lord Selsdon                                | Ferrari 166 MM          |
| 1950    | L. Rosier / J.-L. Rosier                                  | Talbot Lago             |
| 1951    | P. Walker / P. Whitehead                                  | Jaguar XK 120C          |
| 1952    | H. Lang / F. Riess                                        | Mercedes 300 SL         |
| 1953    | T. Rolt / D. Hamilton                                     | Jaguar XK 120C          |
| 1954    | J. F. González / M. Trintignant                           | Ferrari 375             |
| 1955    | M. Hawthorn / I. Bueb                                     | Jaguar D-Type           |
| 1956    | R. Flockhart / N. Sanderson                               | Jaguar D-Type           |
| 1957    | R. Flockhart / I. Bueb                                    | Jaguar D-Type           |
| 1958    | O. Gendebien / P. Hill                                    | Ferrari 250TR58         |
| 1959    | C. Shelby / R. Salvadori                                  | Aston Martin DBR1       |
| 1960    | O. Gendebien / P. Frère                                   | Ferrari 250TR60         |
| 1961    | O. Gendebien / P. Hill                                    | Ferrari 250TR61         |
| 1962    | O. Gendebien / P. Hill                                    | Ferrari 330LM           |
| 1963    | L. Scarfiotti / L. Bandini                                | Ferrari 275P            |
| 1964    | J. Guichet / N. Vaccarella                                | Ferrari 275P            |
| 1965    | J. Rindt / M. Gregory                                     | Ferrari 275ML           |
| 1966    | B. McLaren / C. Amon                                      | Ford GT40               |
| 1967    | D. Gurney / A.J. Foyt                                     | Ford GT40               |
| 1968    | P. Rodriguez / L. Bianchi                                 | Ford GT40               |
| 1969    | J. Ickx / J. Oliver                                       | Ford GT40               |
| 1970    | H. Herrmann / R. Attwood                                  | Porsche 917             |
| 1971    | H. Marko / G. v. Lennep                                   | Porsche 917             |
| 1972    | H. Pescarolo / G. Hill                                    | Matra Simca MS670       |
| 1973    | H. Pescarolo / G. Larrousse                               | Matra Simca MS670 B     |
| 1974    | H. Pescarolo / G. Larrousse                               | Matra Simca MS670 B     |
| 1975    | J. Ickx / D. Bell                                         | Mirage Ford M 8         |
| 1976    | J. Ickx / G. v. Lennep                                    | Porsche 936             |
| 1977    | J. Ickx / J. Barth / H. Haywood                           | Porsche 936             |
| 1978    | J.-P. Jaussaud / D. Pironi                                | Renault Alpine A442     |
| 1979    | K. Ludwig / B.Whittington / D. Whittington                | Porsche 935             |
| 1980    | J.-P. Jaussaud / J. Rondeau                               | Rondeau Ford M379 B     |
| 1981    | J. Ickx / D. Bell                                         | Porsche 936             |
| 1982    | J. Ickx / D. Bell                                         | Porsche 956             |
| 1983    | V. Schuppan / H. Haywood / A. Holbert                     | Porsche 956             |
| 1984    | K. Ludwig / H. Pescarolo                                  | Joest-Porsche 956       |
| 1985    | K. Ludwig / P. Barilla / J. Winter                        | Joest-Porsche 956       |
| 1986    | D. Bell / H.-J. Stuck / A. Holbert                        | Porsche 962 C           |
| 1987    | D. Bell / H.-J. Stuck / A. Holbert                        | Porsche 962 C           |
| 1988    | J. Dumfries / A. Wallace / J. Lammers                     | Jaguar XJR-9LM          |
| 1989    | J. Mass / M. Reuter / S. Dickens                          | Sauber Mercedes C9      |
| 1990    | M. Brundle / J. Nielsen / P.Cobb                          | Jaguar XJR 12           |
| 1991    | J. Herbert / B. Gachot / V. Weidler                       | Mazda 787B              |
| 1992    | D. Warwick / M. Blundell / Y. Dalmas                      | Peugeot 905             |
| 1993    | G. Brabham / E. Hélary / C. Bouchut                       | Peugeot 905             |
| 1994    | Y. Dalmas / H. Haywood / M. Baldi                         | Dauer-Porsche 962LM     |
| 1995    | Y. Dalmas / JJ Lehto / M. Sekiya                          | McLaren F1 GTR BMW-V12  |
| 1996    | M. Reuter / D. Jones / A. Wurz                            | Joest TWR-Porsche WSC   |
| 1997    | M. Alboreto / S. Johansson / T. Kristensen                | Joest TWR-Porsche WSC   |
| 1998    | S. Ortelli / L. Aiello / A. McNish                        | Porsche 911 GT1         |
| 1999    | P. Martini / Y. Dalmas / J. Winkelhock                    | BMW V12 LMR             |
| 2000    | F. Biela / T. Kristensen / E. Pirro                       | Audi R8                 |
| 2001    | F. Biela / T. Kristensen / E. Pirro                       | Audi R8                 |
| 2002    | F. Biela / T. Kristensen / E. Pirro                       | Audi R8                 |
| 2003    | R. Capello / T. Kristensen / G. Smith                     | Bentley Speed 8 GT      |
| 2004    | S. Ara / R. Capello / T. Kristensen                       | Audi R8                 |
| 2005    | T. Kristensen / M. Werner / JJ Lehto                      | Audi R8                 |
| 2006    | F. Biela / E. Pirro / M. Werner                           | Audi R10 TDI            |
| 2007    | F. Biela / E. Pirro / M. Werner                           | Audi R10 TDI            |
| 2008    | T. Kristensen / A. McNish / R. Capello                    | Audi R10 TDI            |
| 2009    | D. Brabham / M. Gené / A. Wurz                            | Peugeot 908 HDi FAP     |
| 2010    | M. Rockenfeller / T. Bernhard / R. Dumas                  | Audi R15 TDI plus       |
| 2011    | M. Fässler / A. Lotterer / B. Tréluyer                    | Audi R18 TDI            |
| 2012    | M. Fässler / A. Lotterer / B. Tréluyer                    | Audi R18 e-tron quattro |
| 2013    | T. Kristensen / A. McNish / L. Duval                      | Audi R18 e-tron quattro |
| 2014    | M. Fässler / A. Lotterer / B. Tréluyer                    | Audi R18 e-tron quattro |
| 2015    | N. Hülkenberg / E. Bamber / N. Tandy                      | Porsche 919 Hybrid      |
| 2016    | Marc Lieb / Romain Dumas / Neel Jani                      | Porsche 919 Hybrid      |
| 2017    | Timo Bernhard / Brendon Hartley / Earl Bamber             | Porsche 919 Hybrid      |
| 2018    | Sebastien Buemi / Fernando Alonso / Kazuki Nakadžima      | Toyota TS050 Hybrid     |
| 2019    | Sebastien Buemi / Fernando Alonso / Kazuki Nakadžima      | Toyota TS050 Hybrid     |
| 2020    | Sebastien Buemi / Brendon Hartley / Kazuki Nakadžima      | Toyota TS050 Hybrid     |
| 2021    | Mike Conway / Kamui Kobajaši / José María López           | Toyota GR010 Hybrid     |
| 2022    | Sebastien Buemi / Brendon Hartley / Rjo Hirakawa          | Toyota GR010 Hybrid     |
| 2023    | James Calado / Antonio Giovinazzi / Alessandro Pier Guidi | Ferrari 499P            |